# Martin Kirchner (Politiker)
Martin Kirchner (* 9. August 1949 in Weimar) ist ein ehemaliger deutscher Kirchenjurist und Politiker (CDU der DDR).
Der stellvertretende Landeskirchenratsvorsitzende der Thüringer Evangelisch-Lutherischen Kirche stieß während der Wende in der DDR die Loslösung der Blockpartei Ost-CDU von der SED mit an. 1989 wurde er Generalsekretär seiner Partei und 1990 Mitglied der Volkskammer, musste jedoch bereits im gleichen Jahr seine politische Karriere nach Öffentlichwerden einer Tätigkeit als inoffizieller Mitarbeiter der DDR-Staatssicherheit aufgeben.

## Leben
Nach dem Abitur absolvierte Kirchner ein Jura-Studium in Halle. Der CDU trat er 1967 bei; ab 1973 fungierte er als Mitarbeiter des Parteivorstandes in Berlin. Von 1975 bis 1986 gehörte er dem Vorstand des Kreiskirchenamtes in Gera an; danach wurde er Oberkirchenrat und stellvertretender Vorsitzender des Landeskirchenrates der Evangelisch-Lutherischen Kirche in Thüringen, er übersiedelte nach Eisenach.
1989 zählte Martin Kirchner zu den vier Unterzeichnern des von Gottfried Müller initiierten Brief aus Weimar, in dem die DDR-CDU aufgefordert wurde, „die drängenden Probleme des Landes endlich realistisch und unbeschönigt“ wahrzunehmen. Im Verlauf der Wende und friedlichen Revolution in der DDR wurde Kirchner auf dem Sonderparteitag der CDU am 15./16. Dezember 1989 zum Generalsekretär der Partei gewählt.
Bereits am 15. Februar 1990 wurde parteiintern über das fehlende Vertrauen zwischen Parteivorsitzendem Lothar de Maizière und Generalsekretär Martin Kirchner und über den Verbleib in der Regierung berichtet. Dennoch hielt die CDU an Martin Kirchner fest.
Am 16. März 1990, drei Tage vor der Volkskammerwahl 1990, wurde über den Verdacht der IM-Tätigkeit von Kirchner berichtet, die dieser im Interview bestritt. Mit der Wahl wurde er Mitglied der ersten frei gewählten Volkskammer. Die Parteikarriere von Martin Kirchner nahm jedoch am 2. August 1990 ein jähes Ende, als sich herausstellte, dass er inoffizieller Mitarbeiter der Staatssicherheit gewesen war (IM Küster und IM Andreas).
Er wurde seines Amtes entbunden und trat 1991 auch aus der CDU aus. In der Folge betätigte sich Kirchner nicht mehr politisch, beteiligte sich am Aufbau einer Supermarktkette und wurde Gesellschafter einer Bauträgergesellschaft.
Kirchner ist verheiratet und hat eine Tochter.